# Nilea indica
Nilea indica là một loài ruồi trong họ Tachinidae.